# Каменське (Калінінградська область)
Каменське (рос. Каменское) — селище Черняховського району, Калінінградської області Росії. Входить до складу Каменського сільського поселення.
Населення —  457 осіб (2015 рік). 

## Населення
| 1910 | 1933 | 1939 | 2002 | 2010 |
| ---- | ---- | ---- | ---- | ---- |
| 474  | ↗750 | ↘725 | ↘615 | ↘457 |